# Claudio Lombardo
Claudio Lombardo (Voghera, 27 maggio 1963) è un ex calciatore italiano.

## Caratteristiche tecniche
Giocava nel ruolo di terzino.

## Carriera

### Giocatore
Ha fatto parte del settore giovanile dell'Inter, con la quale ha debuttato in Serie A il 16 maggio 1982, entrando in campo al 78' dell'incontro Inter-Avellino 2-1, ultimo turno di campionato. In quella stagione la squadra milanese ha vinto la Coppa Italia.
In carriera ha giocato in Serie B con Cosenza, Salernitana, Perugia e Lucchese, per complessive 162 presenze in cadetteria.
Ha conquistato nella stagione 1987-1988 la promozione in Serie B col Cosenza con cui è arrivato secondo nel campionato di Serie C1 e sfiorando nella stagione successiva la promozione in Serie A, mancata per la classifica avulsa coi calabresi che hanno chiuso al sesto posto finale in classifica. Nello scontro diretto interno contro l'Udinese, finito 0-0, colpì il palo (se il Cosenza avesse vinto, sarebbe stato promosso in massima serie).
Ha giocato in B con la Salernitana, retrocedendo in Serie C1 dopo spareggio perso (a Pescara) contro la sua ex squadra. Dopo due campionati consecutivi in terza serie coi granata gioca ancora in Serie C1 col Gualdo (con cui nella stagione 1993-1994 aveva vinto per la seconda volta in carriera il campionato di Serie C2 dopo quello di più di dieci anni prima alla Rhodense) e nei cadetti vestendo maglie di Perugia (nella stagione 1995-1996 ottiene terzo posto in classifica e promozione in Serie A, per il quale non è riconfermato) e, sempre per un solo anno con 30 presenze senza reti, Lucchese. Seguono due stagioni consecutive in Serie C1 nella Carrarese con salvezze conquistate. Chiude la carriera agonistica nel Voghera in Serie D, squadra della sua città, dove aveva giocato negli anni ottanta, quando la società si chiamava A.C. Vogherese e militava in Serie C2.

### Allenatore
Ha iniziato la carriera da allenatore sulle panchine di Oltrepò (subentra, termina ai playout, evitandoli), Mezzanese (esonerato) e successivamente nel campionato lombardo di Eccellenza all'ODB; nella stagione 2008-2009 ha allenato il Voghera in Serie D venendo esonerato a ottobre 2008 dopo crisi di gioco e di risultati (3 sconfitte nelle ultime 4 gare); per la Serie D 2010-2011 è al Derthona, venendo esonerato dopo risultati negativi. Nella stagione 2013-2014 ha allenato il Villanterio (con cui nella stagione 2012-2013 centrò salvezza) in Eccellenza Lombardia, retrocedendo in Promozione ai play-out (in campionato la squadra arrivò terz'ultima e subì più sconfitte, 19).

## Palmarès

### Giocatore

#### Competizioni nazionali
- Serie C2: 2

Rhodense: 1980-1981
Gualdo: 1993-1994
- Coppa Italia: 1

Inter: 1981-1982